# Katolická církev v Jihoafrické republice
Katolická církev v Jihoafrické republice je křesťanské společenství v jednotě s papežem. Ke katolicismu se v Jihoafrické republice hlásí asi 3,3 miliónu obyvatel, tzn. asi 7% populace, z toho jsou 2,7 milionů z etnických skupin černých Afričanů.

## Historie
Dějiny katolické církve v Jižní Africe sahají až do 16. století, první kostel zde byl postaven roku 1501 ve městě Mossel Bay. Podřízenost země protestantským mocnostem zabránila katolickým misiím, které se začaly rozvíjet až po roce 1804, kdy byla vyhlášena náboženská svoboda. Roku 1850 byly založeny dva apoštolské vikariáty, v Natalu (svěřený oblátům) a v Durbanu. V roce 1951 byla ustanovena katolická hierarchie, roku 1965 byl jmenován první jihoafrický kardinál Owen McCann. V arcibiskupu Denisu Hurleyovi měla jihoafrická církev velkého bojovníka proti režimu apartheidu. Roku 1995 navštívil zemi papež Jan Pavel II.

## Církevní struktura
V Jihoafrické republice je 5 metropolitních diecézí, mezi něž je rozděleno dalších 23 sufragánních diecézí (z toho 2 v Botswaně a jedna ve Svazijsku), dva ordinariáty jsou bezprostředně podřízeny Svatému stolci. Liturgickou řečí je angličtina a afrikánština.
- Arcidiecéze Bloemfontein
  - Diecéze Bethlehem
  - Diecéze Keimoes-Upington
  - Diecéze Kimberley
  - Diecéze Kroonstad
- Arcidiecéze Kapské Město
  - Diecéze Aliwal
  - Diecéze De Aar
  - Diecéze Oudtshoorn
  - Diecéze Port Elizabeth
  - Diecéze Queenstown
- Arcidiecéze Durban
  - Diecéze Dundee
  - Diecéze Eshowe
  - Diecéze Kokstad
  - Diecéze Mariannhill
  - Diecéze Umtata
  - Diecéze Umzimkhulu
- Arcidiecéze Johannesburg
  - Diecéze Klerksdorp
  - Diecéze Manzini (Svazijsko)
  - Diecéze Witbank
- Arcidiecéze Pretoria
  - Diecéze Gaborone (Botswana)
  - Diecéze Polokwane
  - Diecéze Rustenburg
  - Diecéze Tzaneen
  - Apoštolský vikariát Francistown (Botswana)
- bezprostředně podřízeny Svatému stolci jsou:
  - Apoštolský vikariát Ingwavuma
  - Jihoafrický vojenský ordinariát

## Biskupská konference
Všichni katoličtí biskupové v zemi jsou členy Jihoafrické katolické biskupské konference ( (The Southern African Catholic Bishops Conference, SACBC)), do níž jsou zahrnuti i biskupové Botswany a Svazijska. Biskupská konference je členem Interregionálního shromáždění jihoafrických biskupů (Inter-Regional Meeting of Bishops of Southern Africa, IMBISA) a celoafrického Sympozia biskupských konferencí Afriky a Madagaskaru.

## Nunciatura
Svatý stolec je v Jihoafrické republice reprezentován od roku 1922 apoštolským delegátem, od roku 1994 apoštolským nunciem, který sídlí v Pretorii a je nunciem i pro Botswanu, Lesotho, Namibii a Svazijsko. Nyní tuto funkci zastává Peter Bryan Wells.